# Juno Reactor
Джуно Реактор (англ. Juno Reactor) — музичний колектив, який поєднує у своїх композиціях електронну, оркестрову та етнічну музику. Колектив був заснований у 1990 році у Лондоні, Велика Британія композитором Беном Воткінсом, який хотів співпрацювати з некомерційними виконавцями та виконувати експериментальну музику. До складу Juno Reactor входять виконавці з різних куточків світу, такі як Мабі Тобеяне та Амампондо (ПАР), Едуардо Ніебла (Іспанія), Стів Стівенс, Ґреґ Елліс, Гетто Пріст (США), Тез Александр (Велика Британія), Суґізо (Японія), та в останній час Ясмін Леві (Ізраїль).
Колектив відомий за співпрацею із композитором Доном Девісом, спільно з яким вони працювали над музикою до фільму «Матриця» та його двох продовжень.

## Дискографія

### Альбоми
- Transmissions (NovaMute Records, 1993)
- Luciana (Inter-Modo, 1994)
- Beyond the Infinite (Blue Room Released, 1995)
- Bible of Dreams (Blue Room Released, 1997)
- Shango (Metropolis Records, 2000)
- Labyrinth (Metropolis Records, Universal Music, 2004)
- Gods and Monsters (Metropolis Records, 2008)
- Inside The Reactor (Metropolis Records, 2011)

### Сингли та EP
- Laughing Gas (1993)
- High Energy Protons (1994)
- Guardian Angel (1995)
- Samurai (1996)
- Conga Fury (1996)
- Jungle High (1997)
- God Is God (1997)
- GOD IS GOD!! (Front 242 Mixes) (1997)
- Pistolero (Blue Room Released, 2000)
- Nitrogen (2000) -  2 трека взяті з «Shango»
- Masters of the Universe (2001)
- Hotaka (2002)
- The Zwara EP (2003)
- Song to the Siren (2009)
- Fear Not (разом з Laibach, 2009)

### Концертні альбоми та збірки
- Odyssey 1992–2002
- Shango Tour 2001 Tokyo (Live In Tokyo) (2002)